# 京王商事 (スーパーマーケット)
株式会社京王商事（英: KO mart Co.,Ltd.）は、静岡県榛原郡吉田町に本社を置き、総合スーパー、飲食店を展開する企業である。「食を楽しむ。販売を革新する。」がモットーである。

## ブランド
京王商事はKOマート、KOマートfineなど４つのブランドを提供している。

### KOマート
医食同源という考え方で様々な商品を販売している。プライベートブランド商品も多数ある。

#### 店舗
- 吉田店 - 静岡県榛原郡吉田町吉田町片岡3075-1

その他、牧之原市、焼津市に２店舗、御前崎市、藤枝市、静岡市に１店舗展開している。

### KOマートfine
日本各地、世界各地から仕入れ、輸入した商品を提供している。

#### 店舗
- 藤枝高柳店 - 静岡県藤枝市高柳2-1-1

その他、静岡市に5店舗、沼津市、富士市、富士宮市に1店舗展開している。

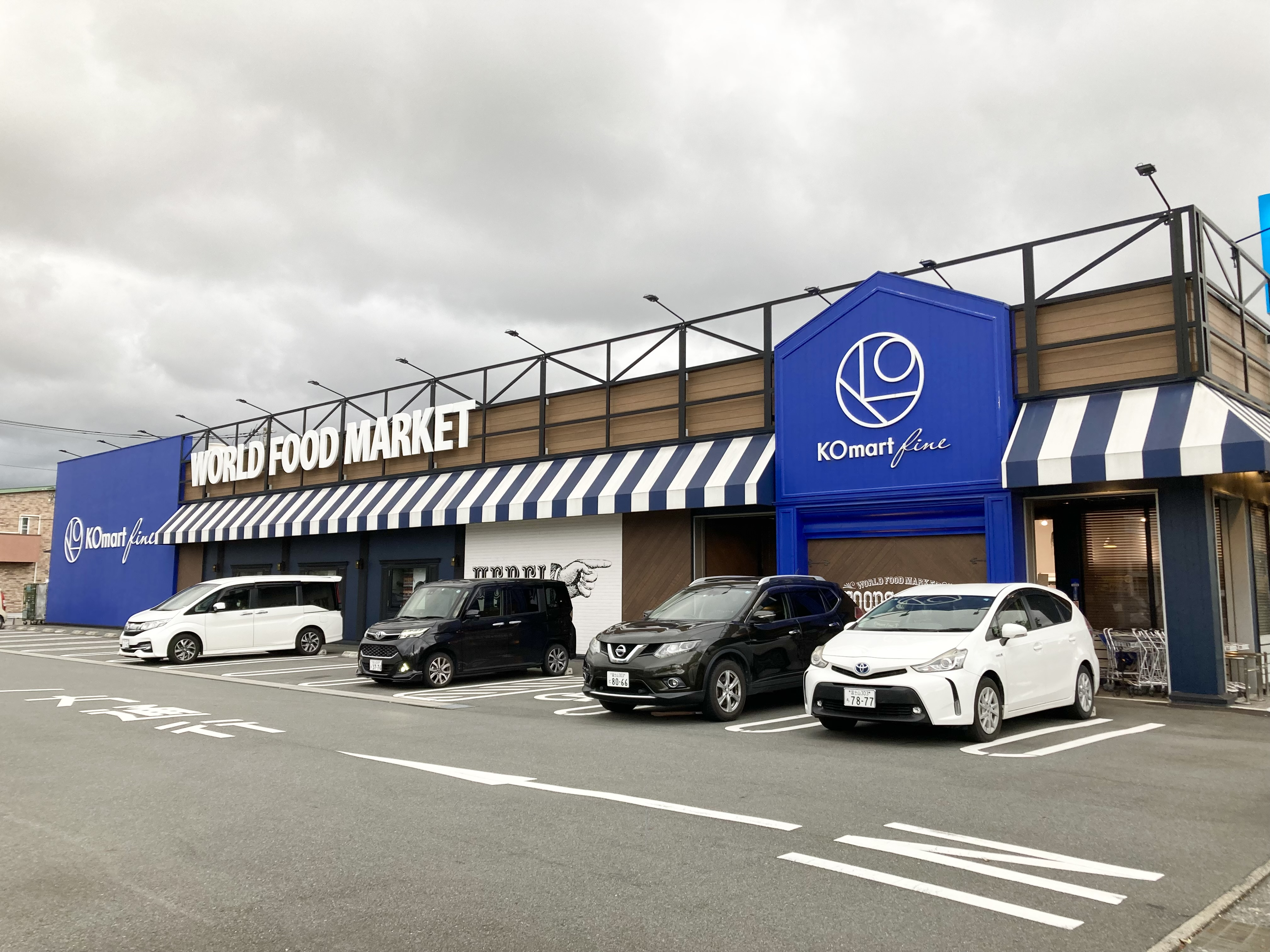
KOマートfine 富士米之宮店

### E→F CURRY
KOマートfineで仕入れたスパイスなどを使い、ネパール・インド料理を提供している。

#### 店舗
- 藤枝高柳店 - 静岡県藤枝市高柳2-6-40

その他、藤枝市、富士市に1店舗展開している。また、E→F CURRYの店舗はKOマートfineの店舗近くにある傾向がある。

### あずきや
2001年、「カラダにやさしい、良質の素材から作られたお菓子を提供したい。」という思いから作られたプライベートブランドである。どら焼きなどの和菓子を自社製造し、KOマートなどで販売している。

### R-beans
2005年、洋菓子のプライベートブランドとして立ち上げられた。プリンやケーキなどの洋菓子を自社製造し、あずきやと同様、KOマートなどで販売している。